# Батлфилд (Мисури)
Батлфилд (енгл. Battlefield) град је у америчкој савезној држави Мисури.

## Демографија
По попису из 2010. године број становника је 5.590, што је 3.205 (134,4%) становника више него 2000. године.
| Група             | 2000.         | 2010.         |
| Белци             | 2.301 (96,5%) | 5.093 (91,1%) |
| Афроамериканци    | 4 (0,2%)      | 82 (1,5%)     |
| Азијати           | 18 (0,8%)     | 115 (2,1%)    |
| Хиспаноамериканци | 29 (1,2%)     | 152 (2,7%)    |
| Укупно            | 2.385         | 5.590         |